# Claus-Günther Bauermeister
Claus-Günther Bauermeister († 21. Juni 2011 in Hamburg) war eine Persönlichkeit des deutschen Betriebssports.

## Leben
Claus-Günther Bauermeister hat 1950 die Betriebssportgemeinschaft der  Behörde für Wirtschaft und Verkehr in Hamburg mit begründet. Von 1962 bis 2000 arbeitete er  ehrenamtlich im Vorstand des Betriebssportverbands von 1949 e.V. Hamburg, seit 1976 als 1. Vorsitzender. 1974 wurde er zum Generalsekretär des damaligen Betriebssportdachverbands, des Bundes Deutscher Betriebssportverbände e.V. (heute:  DBSV), gewählt. 1977 wählten ihn die Delegierten zum Vizepräsidenten des BDBV. Dieses Amt hatte er bis 1985 inne.

## Auszeichnungen
1998 wurde ihm für seine Verdienste das Goldene Ehrenschild des BSV Hamburg sowie das Bundesverdienstkreuz (Verdienstkreuz am Bande des Verdienstordens der Bundesrepublik Deutschland) verliehen. 2001 wurde er zum Ehrenmitglied des Deutschen Betriebssportverbands ernannt.